# Regulador linear

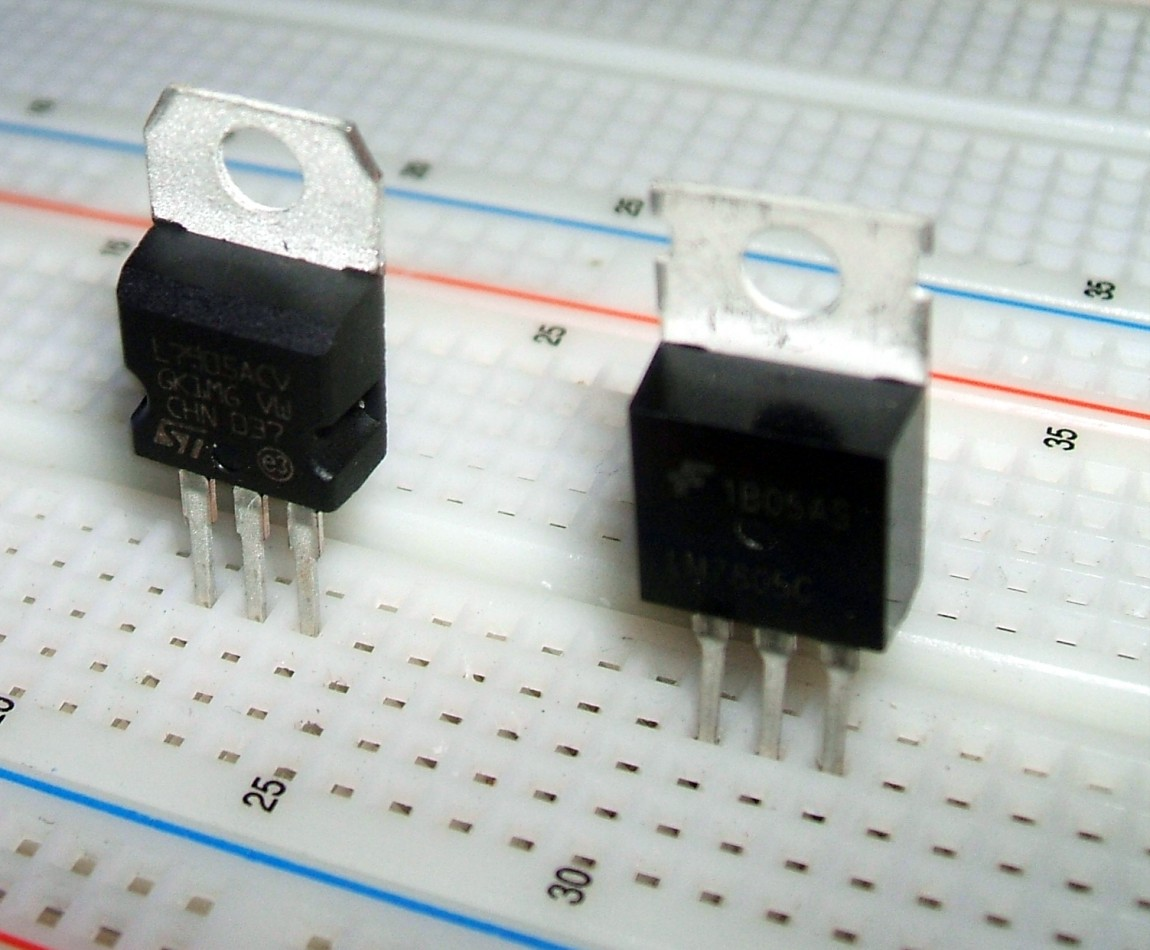
7805 e 7905 de Frente

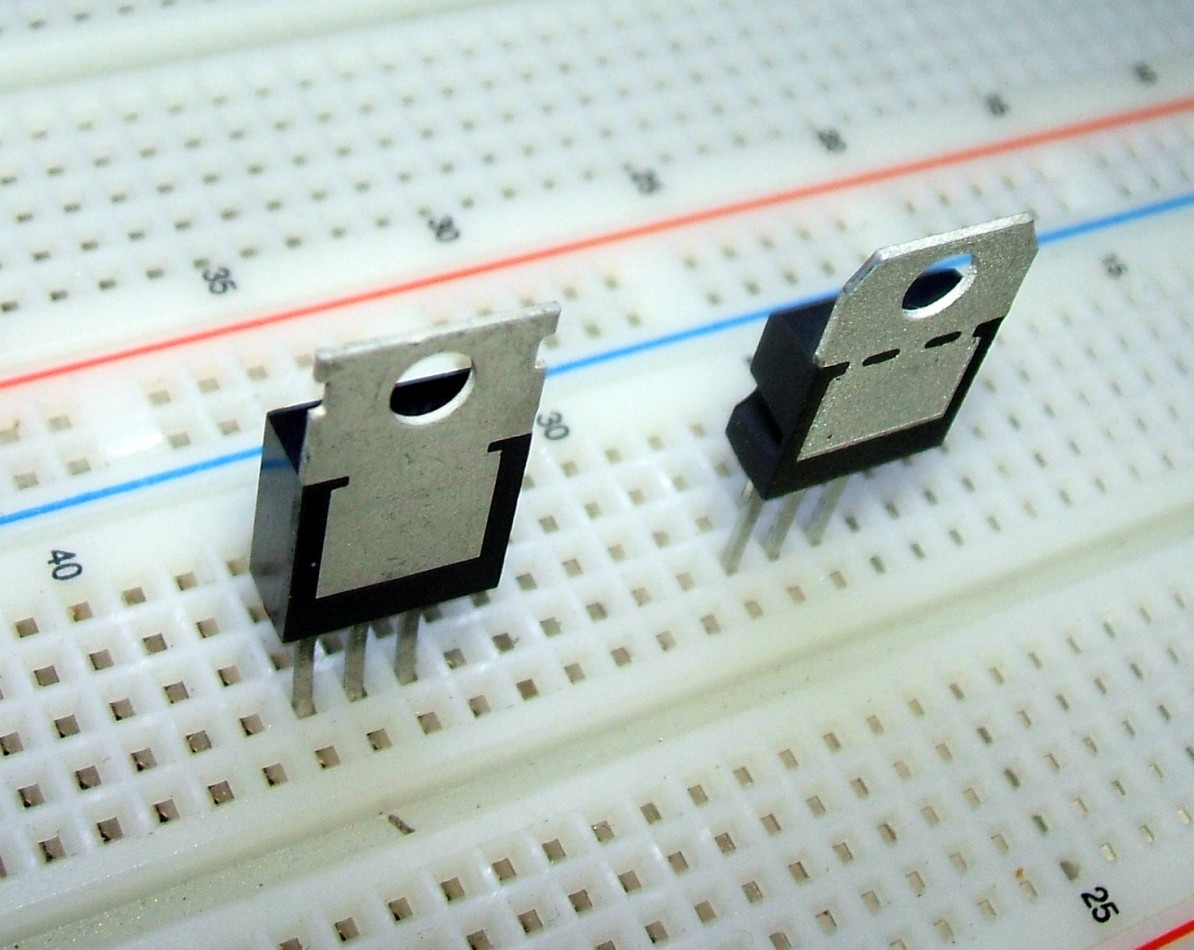
Parte de Trás do 7805 e 7905

Em eletrônica, um regulador linear é um regulador de tensão baseado em um dispositivo ativo (tal como um transistor de junção bipolar, transistor de efeito de campo ou uma válvula termiônica) que opera em sua região linear (em contraste, uma fonte chaveada é baseada num transistor forçado a agir como um alternador de liga/desliga) ou em dispositivos passivos como em diodos zener operados em suas regiões de ruptura reversa (breakdown region). O dispositivo de regulação é feito para agir como um resistor variável, ajustando continuamente uma rede divisora de tensão para manter uma tensão de saída constante. É muito ineficiente comparada a fonte chaveada, uma vez que regula a tensão pelo seu desperdício indesejado em forma de calor.

## Visão geral
O transistor (ou outro dispositivo) é usado como um meio de um divisor de potencial para controlar a saída de tensão, e uma resposta do circuito compara essa saída para uma referência de tensão em pedido para ajustar a entrada para o transistor, mantendo assim a tensão de saída razoavelmente constante. Sendo assim, a força perdida devido ao aquecimento no transistor é o tempo da corrente, fazendo a voltagem cair através do transistor.[carece de fontes?] A mesma função pode ser mais eficiente numa fonte chaveada, mas além de ser mais complexo, as trocas de correntes tendem a produzir interferência eletromagnética, porém ela pode providenciar mais que 30A de corrente em uma tensão tão baixa quanto 3V, enquanto para a mesma voltagem e corrente, um regulador linear seria muito volumoso e pesado. Um regulador linear é bastante ineficiente, principalmente quando necessita-se de um nível de tensão e corrente muito superior, dependendo da utilização. Por ser um regulador linear, a metade da potência é reabsorvida, transformando o excesso de corrente em calor por efeito joule. Esses tipos de circuitos são usados em fontes lineares e equipamentos diversos. Outro tipo de regulador, bastante popular devido à sua eficácia é o regulador PWM constituído por um sistema intermediário de controle. Ou seja, um elemento chaveador (transistores mosfets ou transistor de junção bipolar) e um circuito integrado programado para gerar uma forma de onda quadrada ou triangular. A cada um semi-ciclo o mosfet conduz, cerca de milésimos de segundo, dependendo da frequência do trem de pulsos, dessa forma, é produzido pouco calor, pois somente quando a onda se eleva ao pico máximo haverá condução, abaixo desse estado o elemento chaveador permanece desligado (sem condução de corrente), apenas no momento de saturação que temos a geração de calor, no caso de mosfets e transistores bipolares. Controladores do tipo PWM são comumente usados em drivers de corrente, motores industriais, centrais de comando, fontes chaveadas, conversor boost etc. A geração do sinal PWM é feito a partir de um circuito integrado, como o LM555, Tl494, SG3525, entre outros.